# Guf
Guf (גּוּף, también transcrito como Guph o incluso Gup) es una palabra hebrea que significa "cuerpo." En el misticismo judío, la Cámara de Guf, llamada también Otzar (הָאוֹצָר, "cámara del tesoro" en hebreo), es la Cámara del Tesoro de las Almas, ubicada en el Séptimo Cielo.

## Árbol de Almas
Según la mitología judía, existe en el Jardín del Edén un árbol de la vida, o "árbol de las almas", que florece y produce nuevas almas, las que caen en el Guf, "cámara del tesoro de las almas". Gabriel mete la mano en la cámara y saca la primera alma que encuentre. Entonces Lailah, el ángel de la concepción, cuida del embrión hasta que nace.
De acuerdo con el rabino Isaac Luria, los árboles son lugares de reposo para las almas. Los gorriones pueden ver cómo descienden las almas, lo que explica sus gorjeos alegres. El árbol de las almas produce todas las almas que han existido y que existirán. Cuando la última de las almas descienda, el mundo llegará a su fin. 
Según el Talmud, Yevamot 62a, el Mesías no vendrá hasta que todas las almas hayan salido del Guf para habitar cuerpos físicos.
Acorde con otras leyendas judías que imaginan a las almas como parecidas a los pájaros, el Guf es descrito ocasionalmente como un columbario o pajarera. El significado místico del Guf es el de que cada persona es importante y tiene un rol único que solo ella, con su alma única, puede cumplir. Incluso un recién nacido, por el simple hecho de nacer, aproxima la venida del Mesías.
El peculiar modismo de describir a la cámara del tesoro de las almas como un "cuerpo" puede estar relacionado con la tradición mítica del Adam Kadmon, el hombre primordial. Adam Kadmon, la "intención original" de Dios para la humanidad, era un ser celestial, andrógino y macrocósmico (co-igual en tamaño con el universo). Cuando este Adán pecó, la humanidad fue degradada a ser de carne y hueso, las criaturas bifurcadas y mortales que somos ahora. Según la Cábala, cada alma humana es apenas un fragmento (o fragmentos) saliendo del ciclo de la gran "alma del mundo" de Adam Kadmon. De allí que toda alma humana provenga del guf [de Adam Kadmon].